# Cantone di Saint-Vaury
Il Cantone di Saint-Vaury è una divisione amministrativa dell'arrondissement di Guéret.
A seguito della riforma approvata con decreto del 17 febbraio 2014, che ha avuto attuazione dopo le elezioni dipartimentali del 2015, è passato da 9 a 11 comuni.

## Composizione
I 9 comuni facenti parte prima della riforma del 2014 erano:
- Anzême
- La Brionne
- Bussière-Dunoise
- Gartempe
- Montaigut-le-Blanc
- Saint-Léger-le-Guérétois
- Saint-Silvain-Montaigut
- Saint-Sulpice-le-Guérétois
- Saint-Vaury

Dal 2015 i comuni appartenenti al cantone sono i seguenti 11:
- Ajain
- Anzême
- La Brionne
- Bussière-Dunoise
- Gartempe
- Glénic
- Jouillat
- Saint-Fiel
- Saint-Léger-le-Guérétois
- Saint-Sulpice-le-Guérétois
- Saint-Vaury